# 風野舞子
風野 舞子（かざの まいこ、1981年2月3日 - ）は、日本の元グラビアアイドル、アダルトモデル。東京都出身（埼玉県出身という説もある）。

## 人物・略歴
1997年デビュー当時の芸名は結城 つばさ。いわゆるお菓子系アイドル出身で、グラビアやオリジナルビデオなどで活躍した。お菓子系時代は「超V.I.P.」に出演したりするなどお菓子系アイドルの枠を越えて人気を集め絶大な人気を誇った。お菓子系雑誌ブームの立役者となったが、2001年初頭に乳首や陰毛が透けた写真集を発売した後初夏にヌードになり、ヌードモデルとして活躍。その後も芸能活動を続けたが2004年9月いっぱいで芸能界を引退。

写真（オフショット含む）では食事中スプーンを持つ手が左手である事が多いが右手で物を持っている写真も多いため利き手がどちらなのかははっきりしない。
2007年3月11日に写真集の発売を記念してヌード撮影会が行われ、同年8月と11月に復活イメージDVDが発売されたが、2009年現在、本格的な復帰の予定はない。
時折ウェブサイトでAV女優として扱われているが、AV出演歴はない。

## イメージビデオ・DVD
- クレープビデオ - 結城つばさ名義（1998年9月、バウハウス）
- 美少女ソナタ第6番　道草（2000年9月、バウハウス）
- 美少女ソナタスペシャル（2001年2月、バウハウス）
- 純情～スキトオルカゼ～（2001年11月、バウハウス）
- 微熱～コイノユクエ～（2002年2月、バウハウス）
- 恋する少女（2002年6月、バウハウス）
- 秘密（2002年9月、竹書房）
- 舞風（2003年2月、コンマビジョン）
- 風野舞子 かざのまいこ（2003年6月、コンマビジョン）
- 露肌～HADAKA～（2004年3月、コム・アライアンス）
- Wind Dances 風野舞子（2004年5月、三和出版）
- Venus Alive 風野舞子（2007年8月、QH映像）
- ジャパニーズ・フェチ BOX 風野舞子&和風淫花（2007年8月、コンマビジョン）
- スーパーボディ（2007年11月、ビーエムドットスリー）

## 出演

### テレビドラマ
- 土曜ワイド劇場 混浴露天風呂連続殺人（2003年12月20日、テレビ朝日）

### その他テレビ番組
- Peach-Pit 桃のたね（MONDO TV）

### オリジナルビデオ
- まいっちんぐマチコ先生 LET'S臨海学校（2003年9月、TMC）
- 極道刑事（2003年12月、TMC）
- 新・くノ一忍法伝 灼熱の乱舞（2004年7月、ENGEL）

### イベント・舞台
- ビデオ、DVD「秘密」発売記念イベント　2002年8月24日　秋葉原石丸電気パソコンタワーにて
- ミュージカル　「トランスルーセント・ベイビー」 出演　2002年8月28日～9月1日　六行会ホールにて

## 写真集
- 「四季の花火」 結城つばさ名義　撮影・井上一真 / 1998年6月　バウハウス[1]
- 「A BABY DOLL」 撮影・馬場ひろし / 2001年2月　バウハウス
- 「TENNYO 8」 撮影・宮澤正明 / 2001年6月　英知出版
- 「MEMORIES」 撮影・吉田裕之 / 2001年10月　英知出版
- 「月桃」 撮影・加納典明 / 2002年2月　竹書房
- 「らぶぱら記念日（メモリアル）」 撮影・槙原進 / 2002年4月　竹書房
- 「XTC（エクスタシー）」 撮影・中村誠作・ばくはつ五郎・吉田裕之・丸山裕・馬場ひろし・田村浩章 / 2002年8月　英知出版
- 「diva vol.01」 撮影・田村浩章 / 2002年10月　マイウェイ出版
- 「ラブコメ！」 撮影・安藤青太 / 2003年3月　三和出版
- 「KARAMI Special edition 風野舞子」　撮影・安藤青太 / 2003年4月　三和出版
- 「風野舞子」　撮影・安藤青太 / 2007年2月　リトル・モア…引退直前の2004年9月に撮影
- 「幻影少女」 撮影・安藤青太 / 2014年1月　マイウェイ出版…撮影は2004年